# Чигирин, Пётр Петрович
Пётр Петрович Чигирин (1825—1897) — полковник Российской Императорской армии, герой обороны Севастополя, командир 212-го Бахчисарайского полка, городской голова Ковеля, Волынской губернии.

## Происхождение и семья
Пётр Петрович Чигирин родился в 1825 году в семье надворного советника Подольской палаты государственных имуществ Петра Ивановича Чигирина. Внук Ивана Петровича Чигирина, участника Швейцарского и Итальянского похода А. В. Суворова.
Воспитывался в частном учебном заведении. Внесен в родословную дворянскую книгу Волынской губернии.

## Военная служба
Вступил в службу в 1844 году.
- 1844—1847 — 3-й саперный батальон;
- 1847—1871 — 47-й Украинский полк;
- 1855 году поручик, начальник военно-походной типографии штаба военно-сухопутных войск и морских сил в Крыму.
- 1871—1881 — 10-й Новоингерманландский полк;
- 1879 — За отличия в Русско-Турецкой войне 1877—1878 гг. произведен в полковники .
- 1881 — командир 212-го пехотного Бахчисарайского полка

В сентябре 1881 года подал в отставку.

### Военные компании
Участник компаний:
- Венгерской в 1849 году;
- Турецкой в 1853—1854 году (участник обороны Севастополя, участвовал в сражении на Черной речке 4 августа);
- Польской в 1863 году;
- Турецкой в 1877—1878 году.

## Гражданская служба
После отставки в 1881 году около 10 лет занимал пост городского головы Ковеля Волынской губернии. По подтвержденным данным: с 1887 по 1895 годы.

### Награды
- Орден Святого Владимира (Приказ 22 сентября 1874 года)
- Орден Святой Анны
- Святого Станислава
- Серебряная медаль «За защиту Севастополя 1854—1855»
- Серебряная медаль «За усмирение Венгрии и Трансильвании»
- Бронзовая медаль «В память войны 1853—1856 гг.»
- Бронзовая медаль «За усмирение польского мятежа 1863—1864 гг.»
- Бронзовая медаль «В память русско-турецкой войны 1877—1878»